# Blue Orange
『Blue Orange』（ブルー・オレンジ）は、原田知世の14枚目のスタジオ・アルバム。1998年8月21日にフォーライフ・レコードよりリリースされた。
2018年12月5日には、『clover』『I could be free』と共にアナログ盤が発売された。色はオレンジのクリア・ビニール仕様となっている。

## 概要
前作『I could be free』より1年半ぶりとなるオリジナル・アルバムで、引き続きトーレ・ヨハンソンが全面的にプロデュースを手掛けた3作目。M-9「七色の楽園」のみ、編曲とプロデュースをFree Wheelが担当している。先行シングル「恋をしよう」「七色の楽園」とそのカップリング曲が収録されている。また、全曲の作詞は原田自身が手掛けている。本作のレコーディングもスウェーデンのタンバリン・スタジオで行われた。
『Blue Orange』というタイトルは、当時アルバムのレコーディングのために定期的に訪れていたスウェーデンのスコーネ地方にある都市マルメに実在する店の名前から採られたもの。

### 批評
音楽情報サイトCDジャーナルのレビューでは、「M-1、M-3などの前向きで軽やかな世界を歌った作品は、切れ味のよい言葉が並ぶ。彼女の特長をうまく引き出したメロディとアレンジもあって最後まで楽しめる。」と評されている。

## 収録曲

### CD
| 全作詞: 原田知世、全編曲: Tore Johanson (M-9を除く)、M-9 編曲: Free Wheel。 |                       |           |                             |      |
| #                                                                           | タイトル              | 作詞      | 作曲                        | 時間 |
| 1.                                                                          | 「自由のドア」        | 原田知世  | Ulf Turesson                | 3:30 |
| 2.                                                                          | 「青空と白い花」      | 原田知世  | Jenka                       | 3:14 |
| 3.                                                                          | 「春のうた」          | 原田知世  | Ulf Turesson                | 3:29 |
| 4.                                                                          | 「Tomorrow」          | 原田知世  | Tore Johanson               | 3:57 |
| 5.                                                                          | 「Day By Day」        | 原田知世  | Ulf Turesson                | 3:57 |
| 6.                                                                          | 「ひまわりの丘で」    | 原田知世  | Jenka                       | 3:29 |
| 7.                                                                          | 「Blue Moon」         | 原田知世  | Ulf Turesson                | 4:09 |
| 8.                                                                          | 「Angel」             | 原田知世  | Ulf Turesson, Johnny Dennis | 4:00 |
| 9.                                                                          | 「七色の楽園」        | 原田知世  | Ulf Turesson                | 3:56 |
| 10.                                                                         | 「蜘蛛の糸」          | 原田知世  | Ulf Turesson                | 3:49 |
| 11.                                                                         | 「Dream Is Over Now」 | 原田知世  | Ulf Turesson, Johnny Dennis | 4:22 |
| 12.                                                                         | 「恋をしよう」        | 原田知世  | Ulf Turesson, Johnny Dennis | 3:48 |
| 合計時間:                                                                   | 合計時間:             | 合計時間: | 45:40                       |      |

## シングル

### 概要
表題曲「恋をしよう」は、日本テレビ系列のバラエティ番組「TVおじゃマンボウ」のエンディングテーマとして使用された。

### 収録曲
| #         | タイトル                         | 作詞      | 作曲                        | 編曲          | 時間  |
| --------- | -------------------------------- | --------- | --------------------------- | ------------- | ----- |
| 1.        | 「恋をしよう」                   | 原田知世  | Ulf Turesson, Johnny Dennis | Tore Johanson | 3:48  |
| 2.        | 「Angel」                        | 原田知世  | Ulf Turesson, Johnny Dennis | Tore Johanson | 4:00  |
| 3.        | 「恋をしよう」(Vox Less Version) |           |                             |               | 3:48  |
| 合計時間: | 合計時間:                        | 合計時間: | 合計時間:                   | 合計時間:     | 11:36 |

### 概要
アルバム『Blue Orange』からの先行シングル。表題曲「七色の楽園」は、テレビ東京系ドラマ『デジドラ・ワンシーン』のエンディングテーマとして使用された。

### 収録曲
| #         | タイトル                         | 作詞      | 作曲          | 編曲          | 時間  |
| --------- | -------------------------------- | --------- | ------------- | ------------- | ----- |
| 1.        | 「七色の楽園」                   | 原田知世  | Ulf Turesson  | Free Wheel    | 3:56  |
| 2.        | 「TOMORROW」                     | 原田知世  | Tore Johanson | Tore Johanson | 3:57  |
| 3.        | 「七色の楽園」(Vox Less Version) |           |               |               | 3:56  |
| 合計時間: | 合計時間:                        | 合計時間: | 合計時間:     | 合計時間:     | 11:49 |

## 参考資料
- 原田知世『Blue Orange』（ライナーノーツ）フォーライフ・レコード、1998年8月21日。FLCF-3728。